# Мери Попинз (филм)
 Тази статия е за филма.  За героинята вижте Мери Попинз (героиня).  За книжната поредица вижте Мери Попинз (книжна поредица).
„Мери Попинз“ (на английски: Mary Poppins) е британско-американски филм – музикална приказка, излязъл по екраните през 1964 година, режисиран от Робърт Стивънсън с участието на Джули Андрюс и Дик Ван Дайк в главните роли. Филмът е комбинация от игрален и анимационен филм. Сценарият, написан от Бил Уолш и Дон Дагради, е базиран на поредицата детски книги от Памела Травърз.
Произведението разказва историята на семейството на консервативния банков служител г-н Банкс, който се отнася към съпругата, децата си и домашните прислужници като към вещи, без емоционалност, съблюдавайки строга дисциплина. Един ден, в дома на Банкс се появява приказната бавачка фея Мери Попинз, на която е поверено отглеждането и възпитанието на децата Джейн и Майкъл.
„Мери Попинз“ е сред основните заглавия на 37-ата церемония по връчване на наградите „Оскар“, където е номиниран за отличието в цели 13 категории, печелейки 5 статуетки в това число за най-добра женска роля за изпълнението на Джули Андрюс, която е отличена и с приз „Златен глобус“ в същата категория. Създателите на музиката към филма са удостоени, както с „Оскар“, така и с престижната награда „Грами“.

## В ролите
| Актьор            | Роля                                   |
| ----------------- | -------------------------------------- |
| Джули Андрюс      | Мери Попинз                            |
| Дик Ван Дайк      | Бърт                                   |
| Дейвид Томлинсън  | Г-н Джордж Банкс Келнер пингвин (глас) |
| Глинис Джоунс     | Г-жа Уинифред Банкс                    |
| Хърмаяни Бадли    | Елън, домашна прислужница              |
| Рита Шоу          | Г-жа Брил, домашна прислужница         |
| Карън Дотрис      | Джейн Банкс                            |
| Матю Гарбър       | Майкъл Банкс                           |
| Елза Ланкастър    | Кейти Нана                             |
| Артър Трийчър     | Полицай Джоунс                         |
| Реджиналд Оуен    | Адмирал Буум                           |
| Ед Уин            | Чичо Албърт                            |
| Артър Малет       | Г-н Доз младши                         |
| Джейн Даруел      | Жената с птиците                       |
| Питър Елъншоу     | Келнер пингвин (глас)                  |
| Доус Бътлър       | Келнер пингвин, костенурка (глас)      |
| Пол Фрийс         | Кон (глас)                             |
| Марк Брю          | Крава (глас)                           |
| Марни Никсън      | Гъски (глас)                           |
| Бил Лий           | Овен (глас)                            |
| Далас Маккенън    | Лисугер, хрътка, келнер пингвин (глас) |
| Търл Рейвънскрофт | Прасе (глас)                           |